# My Spanish rose (album van André Moss)
My Spanish rose is een muziekalbum van André Moss uit 1975 met instrumentale muziek. Jack de Nijs componeerde de liedjes en produceerde het album. De arrangementen kwamen van De Nijs en twee personen met een alias: Jack Jackson (Jacques Verburgt) en John Fender.
Het album stond 8 weken in de Nationale Hitparade LP Top 20 met nummer 6 als hoogste notering. In de albumlijst van Veronica bereikte het plaats 8. De muziekcassette werd bekroond met goud.

## Nummers
| Nr. | naam                     |
| --- | ------------------------ |
| A1  | My Spanish rose          |
| A2  | Fiesta at night          |
| A3  | The tears in your eyes   |
| A4  | Take me to your heaven   |
| A5  | Mademoiselle Monique     |
| A6  | Simply, cause I like it  |
| B1  | Angelina                 |
| B2  | Behind the clouds        |
| B3  | Yesterday on my mind     |
| B4  | Lady of my life          |
| B5  | The twinkle in your eyes |
| B6  | That old feeling         |